# TGV Magazine

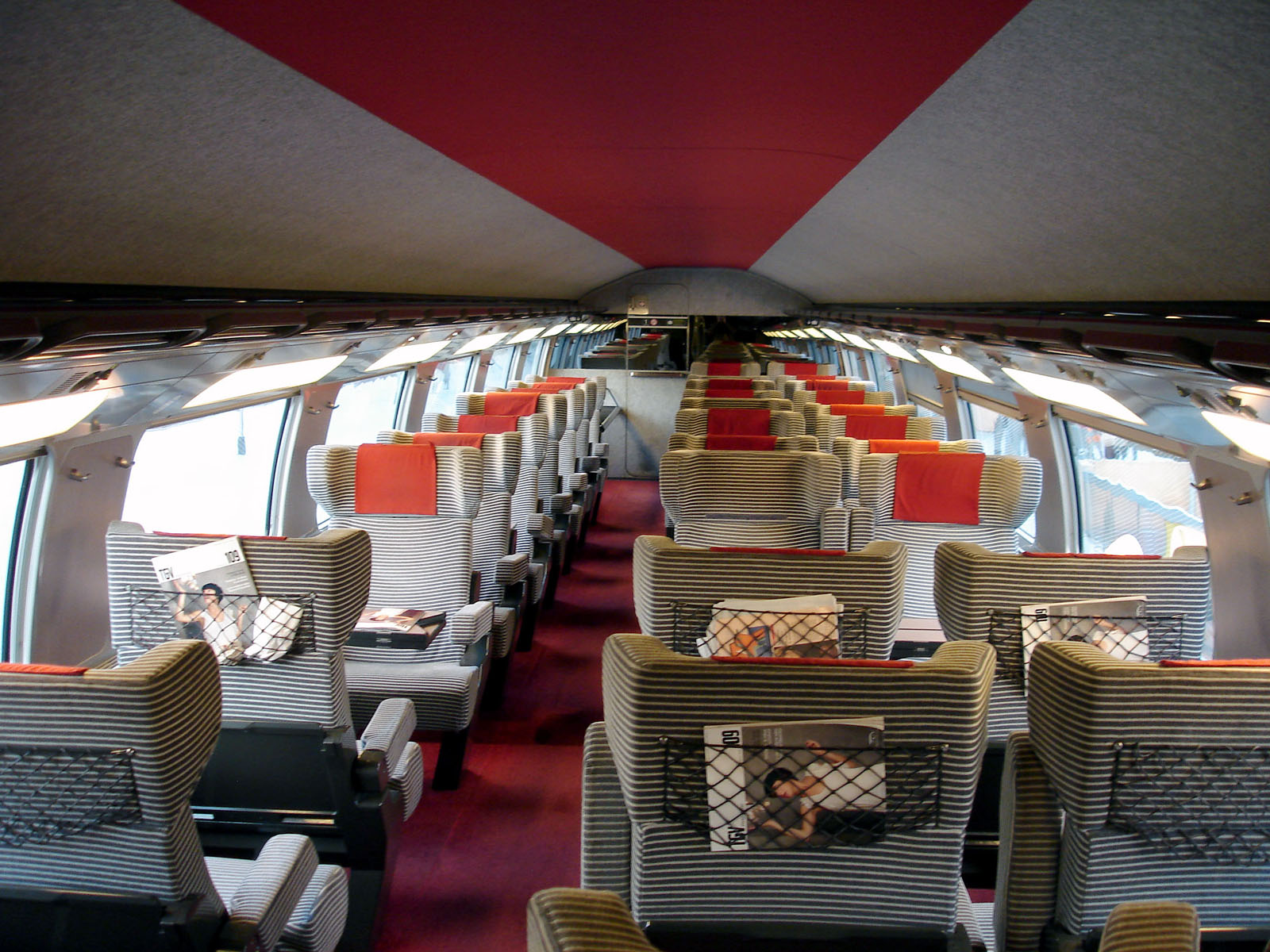
Mise à disposition gratuite de la revue dans une rame, en première classe.

TGV Magazine est une revue mensuelle française gratuite éditée par la SNCF, qui le distribue dans les TGV de 2001 à 2015. Son tirage oscille autour de 300 000 exemplaires.

## Histoire
TGV Magazine est créé en 2001, et se substitue à un précédent « magazine de bord » (ou « magazine embarqué ») France TGV, tiré à 200 000 exemplaires, et qui ne comportait que quelques pages consacrées à l'entreprise en fin de revue. Cette évolution est gérée par les éditions Textuel, se substituant aux éditions Bernard Chevry. Le contexte de ce début des années 2000 est marqué d'une part, pour la SNCF, par la perspective d'une mise en concurrence à terme, imposée par l'Europe, sur le trafic ferroviaire de voyageurs (en plus de la concurrence traditionnelle de l'avion et de l'automobile), une des préoccupations majeures de son président depuis 1996, Louis Gallois, et par l'importance prise par les « journaux de marque » dans le brand marketing,. La volonté de la SNCF, et de son directeur général délégué de toutes les activités voyageurs, Guillaume Pepy, a la volonté de faire du TGV une véritable marque, « de manifester qu'un nouveau TGV arrive, de lui donner du sens, d'en faire une marque haut de gamme, inspirationnelle », précise Denis Quenard, vice-Président du groupe de communication BDDP France intervenant en support : d'où une nouvelle signature de marque, « prenez le temps d'aller vite », un nouveau logo, de nouvelles campagnes et un magazine de bord entièrement retravaillé, avec une forte maîtrise du contenu rédactionnel. Il s'agit de s'adresser à des clients qui ne sont plus des usagers mais des consommateurs, en les fidélisant. Le magazine doit devenir, selon une formule utilisée par ses concepteurs, « Le magazine des idées fortes et du temps court ».
La revue est remaniée à quelques reprises, notamment en 2006, où son contenu est structuré en trois grandes rubriques (« Longueurs d'avance » : innovations, tendances, modes de vie, environnement ; « Nouveaux horizons » agenda des régions ; « Culture » : portraits et interviews), puis en 2012, avec une présentation plus épurée et plus visuelle, axée autour de la culture et du voyage, et un cahier sur la SNCF (services, collaborateurs, actualités).
Elle s'arrête de paraître en 2015, le numéro daté juillet-août 2015 est le dernier. Après une large consultation en 2014 et 2015 d'agences de communication, mais aussi de groupes de presse traditionnels, la SNCF choisit une rupture assez marquée pour le magazine de bord des TGV, toujours remis gratuitement aux voyageurs en première classe, mais avec un nouveau titre, Emmenez-moi, et une nouvelle forme, intermédiaire entre le livre et la revue de luxe : « un objet désirable pour susciter l’emport ».

## Contenu
Dans ces différentes formules au cours du temps, le contenu du magazine a été consacré surtout à des informations culturelles (expositions, arts, cinéma, littérature, etc.) et des rubriques de société (tourisme, mode, gastronomie, etc.), ainsi qu'un suivi pour le grand public des évolutions de la SNCF, notamment en matière de TGV, avec des présentations de projets, des interviews (comme celle d'Anne-Marie Idrac dans le numéro de novembre 2006), un plan du réseau TGV,, etc. À l'image d'autres journaux de marque (comme Epok pour la FNAC, créé en 1999), le résultat ressemble le plus possible à un titre de presse, draine des recettes publicitaires par sa diffusion et ses pages sur papier glacée, et parle discrètement de la SNCF et du TGV. Mais, occupant le temps, en informant et en divertissant les voyageurs, il associe la marque TGV à des idées de confort, de voyage et de culture,. Le chanteur Dominique A a été l'auteur d'une chronique pour la revue,.
Ce n'est pas un magazine d'investigation et s'il a constamment souhaité s'intéresser à des débats en cours dans la société, par exemple sur des thèmes de développement durable tels que la décroissance, ou la biodiversité, il l'a fait quelquefois en réduisant ces sujets de façon un peu simpliste, tel un article de mai 2005, rendant compte d'un colloque « Biodiversité, science et gouvernance », tenu à l’Unesco, Paris, en janvier 2005, rassemblant plus d'un millier de participants. Le titre de l'article est volontairement accrocheur et alarmiste « Vers l’ultime extinction ? La biodiversité en danger » et met en exergue de façon approximative l'évolution relevée, en forçant le trait par rapport aux propos des scientifiques.

#### Articles de journaux
- Florence Amalou, « Les journaux de marque, second marché de la presse magazine », Le Monde,‎ 10 janvier 2000 (lire en ligne). .
- Léna Rose, « La fidélisation à marche forcée », emarketing.fr,‎ 1er septembre 2000 (lire en ligne). .
- Léna Rose (2), « Du train à grande vitesse à la marque TGV », emarketing.fr,‎ 1er octobre 2000 (lire en ligne). .
- Christophe Jakubyszyn, « Louis Gallois, reconduit à la tête de la SNCF, va devoir préparer l'entreprise à la concurrence », Le Monde,‎ 24 février 2003 (lire en ligne). .
- Martine Robert, « La nouvelle stratégie d'image de l'Orne », Les Echos,‎ 6 juin 2005 (lire en ligne).
- « TGV Magazine change de ligne », Stratégies,‎ 19 octobre 2006 (lire en ligne). .
- « Le centième TGV magazine entre en gare », Stratégies,‎ 6 décembre 2007 (lire en ligne).
- « Textuel La Mine coédite la nouvelle formule de TGV magazine », Stratégies,‎ 10 mai 2012 (lire en ligne). .
- Philippe Brochen, « Dominique A, Face critique », Libération,‎ 21 mars 2014 (lire en ligne). .
- Dominique Lourdais, « Dominique A, monument de mon voyage à Nantes », Ouest-France,‎ 12 août 2014 (lire en ligne). .
- « La SNCF en consultation pour TGV magazine », Stratégies,‎ 10 octobre 2014 (lire en ligne).
- Julien Dupont-Calbo, « Comment la presse traditionnelle se met à écrire pour les marques », Les Echos,‎ 23 avril 2015 (lire en ligne). .
- « La SNCF lance son nouveau magazine de bord », L'Adn,‎ 23 octobre 2015 (lire en ligne). .

#### Autres éléments bibliographiques
- Paul Arnould, « Biodiversité : la confusion des chiffres et des territoires », Annales de géographie, no 651,‎ mai 2006, p. 528-549 (DOI 10.3917/ag.651.0528, lire en ligne). .
- Denis Bayon, Fabrice Flipo et François Schneider, La décroissance : Dix questions pour comprendre et en débattre, Éditions La Découverte, 2011 (lire en ligne). .
- Stéphane Mallet, Caroline Rouen-Mallet et Pascale Ezan, « Les apports du brand content à l’amélioration de l’image d’une marque : le cas SNCF », Gestion 2000, vol. 30,‎ mars 2013, p. 49-68 (DOI 10.3917/g2000.303.0049). .